# 利娜·里瓦斯
利娜·玛塞拉·里瓦斯·奥多涅斯（西班牙語：Lina Marcela Rivas Ordoñez，1990年4月24日—），哥伦比亚女子举重运动员，2011年泛美运动会女子58公斤级铜牌得主、2015年泛美运动会女子58公斤级金牌得主、2017年世界举重锦标赛女子63公斤级银牌得主。